# ロゼール県の郡
ロゼール県の郡では、フランスのロゼール県にある郡について解説する。

## 郡の一覧
ロゼール県には、2つの郡が存在し、2郡の合計で、25の小郡、185のコミューンがある。
- フロラック郡（郡庁所在地：フロラック）

7の小郡、50のコミューンがある。郡の人口は、1990年には11,801人、1999年には12,524人で、6.13％増加している。
- マンド郡（県庁所在地：マンド）

18の小郡、135のコミューンがある。郡の人口は、1990年には61,024人、1999年には60,985人で、0.06％減少している。